# San Jose Stealth
San Jose Stealth – zawodowa drużyna lacrosse grająca w NLL w dywizji zachodniej w latach 2004-2009. Drużyna mieściła się w San Jose w Stanach Zjednoczonych. W 2009 roku zespół przeniesiono do Everett w stanie Waszyngton i zmienił nazwę na Washington Stealth.

## Informacje
- Rok założenia: 2004
- Trener: Walt Christianson
- Manager: Johnny Mouradian
- Arena: HP Pavilion
- Barwy: czerwono-czarno-srebrne

## Osiągnięcia
- Champion’s Cup:-
- Mistrzostwo dywizji:-